# Mi LUNA from お月ちゃんのうた
Mi LUNA from お月ちゃんのうた（ミールナ フロム おつきちゃんのうた）は、2023年12月に結成、2024年1月にCDデビューしたアイドルグループ。音楽グループ。

## 来歴
テレビ東京系バラエティー番組『月ともぐら』に出演する「お月ちゃん」のメンバーがアイドルとして活動する「お月ちゃんのうた」プロジェクト第1弾として未歩なな、八木奈々、古川ほのかの3人によって結成。3人は2023年10月に行われた『舞台版 月ともぐら 胸キュンコラボグランプリ』においてトム・ブラウンプロデュースによるアイドルグループ『単車ガールズ』を演じており、これを受けて結成された。
2023年12月22日にデビュー楽曲『LUNA LOOP』の配信、2024年1月24日にCD発売。グループ名の『Mi LUNA』は「ME＝私」と「日々形を変える月＝LUNA」を掛け合わせた「それぞれの個性のまま、時には何者かを演じながら周囲を照らす」意味を持つグループ名となっている。デビュー曲振り付けはTikTok「#タイガの振り付け」の総再生回数が2億8000万回を超えるタイガが担当した。

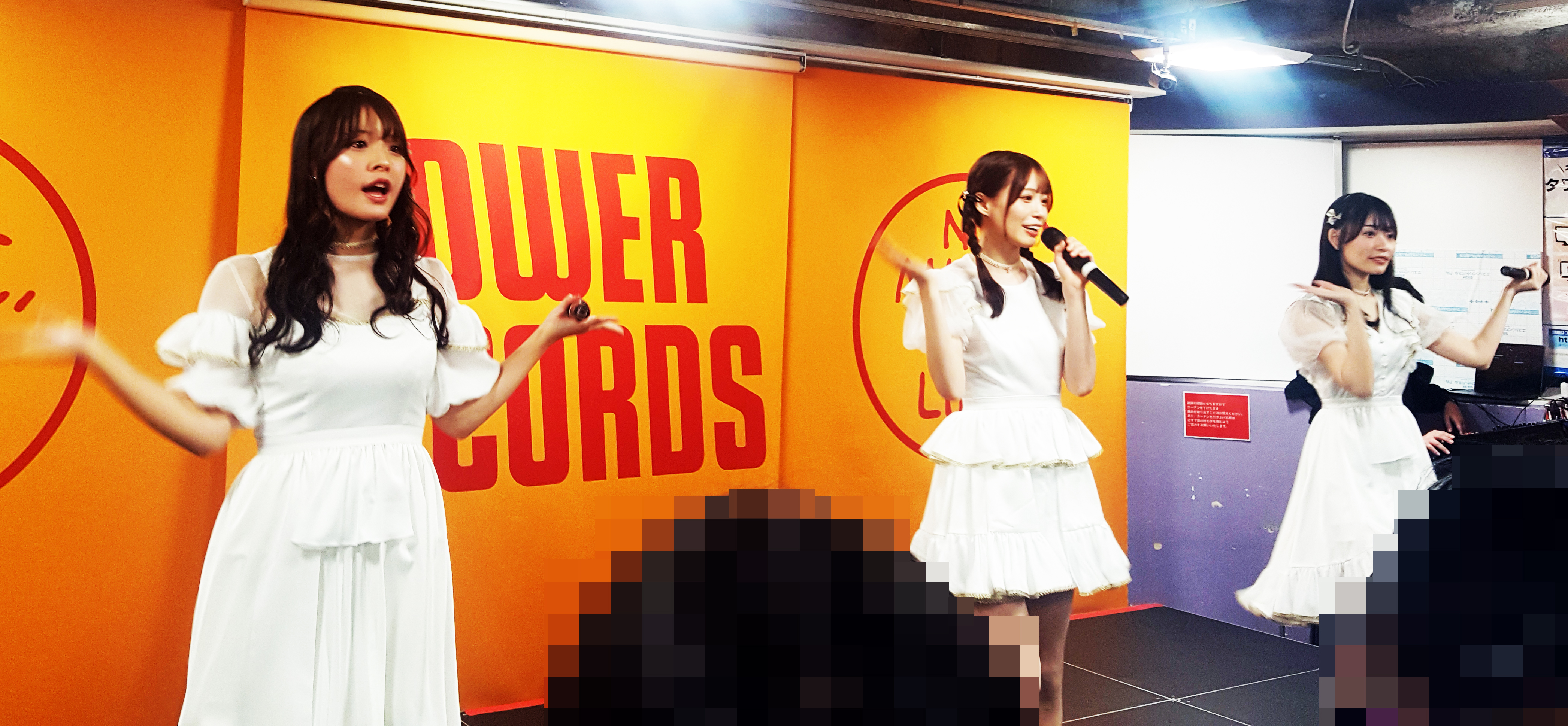
2024年1月撮影、3人組期

初のリリースイベントが2024年1月27日に東京の タワーレコード錦糸町パルコ店とタワーレコード池袋店、28日に埼玉のヴィレッジヴァンガード PLUS イオンレイクタウン mori店で開催され、ミニライブと特典会を実施した。
2024年1月22日から28日のタワーレコードでの全店総合シングルチャートで8位に、全店J-INDIESチャートで4位にLUNA LOOP <GS ver.>がランクインした 。
2024年1月27日のオリコンデイリーシングルランキングにおいても8位にランクイン。
リリースイベントが2024年3月23日に名古屋の タワーレコード名古屋近鉄パッセ店、24日に大阪のJoshin 日本橋7Fイベントホールとタワーレコード梅田NU茶屋町店で開催され、ミニライブと特典会を実施した。
2024年3月18日から24日のタワーレコードでの全店総合シングルチャートで9位 に、全店J-INDIESチャートで1位にLUNA LOOP <GS ver.>が再びランクインした。
2024年6月15日に「月ともぐら」に出演する女優によるトークイベント『お月ちゃん大集合！スペシャルトークライブイベント-ちょっとお時間いいですか？』においてミニライブが行われた。
2024年10月25日の『舞台版月ともぐら』において、八木奈々が応援という形で歌唱メンバーから退き、八木の推薦で葵いぶき、石原希望が新メンバーとしてこの日より加入することを発表。同年12月28日に2ndシングルを配信リリース。翌2月5日にCD発売を行う。 
奇遇にもこの時点での4人のメンバーは『未歩ななの始めの一歩』や『石原希望がなんでもやったるで!』で話題となっていた「低俗」メンバー4人が全員揃う形となった。 
2人の加入により、「大人の女性らしいクールでカッコいい」グループへと路線変更が試みられている。ただし、未歩いわく雰囲気は「動物園」。リーダーの古川はグループの目標を「テレ東音楽祭への出演」と掲げている。 
2025年4月9日、ねこまんまっ!とともにジェクス「ZONE」 PRアンバサダー就任。 
4月18日には草月ホールで行われた『ねむチキLIVE III ～筋肉男と７人の美女…とナダル～ Supported by fempass』に出演。 

## メンバー
未歩 なな（みほ なな）
古川 ほのか（ふるかわ ほのか）
葵 いぶき（あおい いぶき）
石原 希望（いしはら のぞみ）
※所属事務所は個人により異なる。プロフィールは各々の個人項目参照。

### 元メンバー
八木 奈々（やぎ なな）

## 作品

### シングル
- LUNA LOOP（2023年12月22日配信開始、2024年1月24日発売、ファンタズムレコーズ）作詞：merrycity、作曲：karyoku、編曲：keiju
  - You and Moon　作詞：菜々芝ぶる、作曲：krm、編曲：椿宗一郎

CDはグループショットver.、未歩ワンショットver.、八木ワンショットver.、古川ワンショットver.、計4形態ジャケットでのリリース。CD版にはボーナストラックとして単車ガールズの楽曲「恋のモト GP」収録（作詞作曲：みちお）。
- 君の瞳に（2024年2月28日配信開始、2025年2月5日、ファンタズムレコーズ）[2]作詞作曲：karyoku、編曲：ジャッカル音囃子[23]
  - Lovely Paradise!!　作詞：merrycity、作曲：Ocaca、編曲：ジャッカル音囃子

CDはグループショットver.のほか各メンバー単独ジャケットver.を含む5形態で発売。

## 出演

### テレビ
- 月ともぐら（2023年 - 、テレビ東京）
- 超音波「ULTRA PUSH!! VIDEO」（2025年2月1日、テレビ東京）
- ミュージックブレイクーRecommend Tuneー（2025年2月19日、テレビ東京）

### ラジオ
- カーナビラジオ午後一番! チョイスナビゲーションちょすなび（2024年2月5日、HBCラジオ）- 古川ほのかコメント出演
- ピックアップミュージック（2025年1月18日 - 31日、FMひたち） - 古川ほのかコメント出演
- ピンクかるかる（2025年1月19日、FMとよた） - 未歩ななコメント出演[24]
- Next BEATune「PUSH UP MUSIC」（2025年2月1日、FMぱるるん）
- ラジオのアナ～ラジアナ（2025年2月6日、FM NACK5） - 未歩ななのみ
- ヨコオケイタ♡ハートフライデー（2025年2月14日、FMたちかわ）[25]

## 関連リンク
- ねこまんまっ!! from お月ちゃんのうた - 2024年結成の姉妹グループ